# Referendum o samostatnosti Jižního Súdánu

vlajka Jižního Súdánu

Hlasovací lístek: Vlevo pro samostatnost, vpravo pro společný stát

Referendum, které se konalo v Jižním Súdánu od 9. ledna do 15. ledna 2011, rozhodovalo o tom, zda oblast zůstane součástí Súdánu, nebo se stane samostatným státem. Konání referenda bylo součástí Všeobecné mírové smlouvy z roku 2005 mezi vládou v Chartúmu a Súdánskou lidově osvobozeneckou armádou.
Původně se mělo zároveň konat také referendum v oblasti Abyei, které by rozhodlo, zda tato oblast bude součástí Jižního Súdánu, ale to bylo odloženo kvůli různým sporům, například zda mají právo účastnit se referenda i kočovné arabské kmeny, které zde nepobývají trvale.
Komise dohlížející na referendum oznámila 7. února 2011 výsledek referenda: 98,83 % hlasovalo pro samostatnost.
V důsledku referenda se Jižní Súdán stal 9. července 2011 samostatným státem.

## Pozadí

Politicky významné oblasti Súdánu
Dárfúr
oblasti Jižní Kordofán a Modrý Nil
Severní Súdán
Jižní Súdán
Východní fronta, oblast působnosti v roce 2006
oblast Abyei

Předpokladem k referendu bylo provedení sčítání, které by umožnilo určit, jak rozdělit bohatství a politickou moc mezi různé oblasti. Na základě téhož sčítání byla provedena registrace voličů, na jejímž základě také proběhly všeobecné volby v Súdánu v roce 2010, naopak měly vliv na podobu referenda. Samotné sčítání bylo třikrát odloženo, neboť sever s jihem se dohadovaly, čím jsou podle Všeobecné mírové dohody povinovány, byly problémy s financováním a samotné provedení představovalo značný logistický problém. Na jihu komplikovaly přesuny nezmapovaná minová pole, navíc až pět milionů Súdánců žije kočovnicky. Necelé dva miliony osob, které utekly z jihu země, bydlelo v době sčítání v táborech v okolí hlavního města Chartúmu, další uprchlíci byli v sousedním státech, Ugandě a Keni. Na západě země komplikoval organizaci sčítání přetrvávající konflikt v Dárfúru – lidé se báli, že by vláda zneužila výsledky sčítání proti nim, povstalci hnutí pro spravedlnost a rovnost dokonce hrozili, že budou útočit na sčítací komisaře.
U samotného referenda panovaly mezi jihem a severem neshody, kolika procent hlasů musí dosáhnout snaha o nezávislost (Severská Národní kongresová strana požadovala původně alespoň 75 %), zda mohou hlasovat i ti Jihosúdánci, kteří žijí na severu, a jak bude probíhat případné rozdělení (včetně rozdělení státního dluhu). nakonec bylo v listopadu 2009 dohodnuto, že účast v referendu musí být alespoň 60 % z 3,8 miliónů oprávněných voličů a v případě dosažení této účasti bude k odtržení stačit prostá většina. V případě malé účasti by se referendum do šedesáti dnů opakovalo.
Dalším předmětem diskusí byl osud dvou spolkových států na pomezí Jižního a Severního Súdánu, Jižního Kordofánu a Modrého Nilu, u nichž je etnická situace složitější. Tato otázka nakonec nebyla v rámci referenda vyřešena, řešení bylo odsunuto na později.

## Dohled
Své pozorovatele do země vyslaly mnohé nadnárodní organizace, Evropská unie, Africká unie, Liga arabských států a Mezivládní úřad pro rozvoj.
Bývalý prezident Spojených států amerických Jimmy Carter, bývalý generální tajemník Organizace spojených národů Kofi Annan a bývalý premiér Tanzanie Joseph Warioba vedli mezinárodní delegaci Carterova centra. Ze Spojených států amerických navštívil také třikrát Súdán americký senátor John Kerry, předseda Senátní komise pro zahraniční vztahy.